# Ласло Тьокеш
Ласло Тьокеш (на унгарски: László Tőkés, унгарско произношение: [ˈlaːsloː ˈtøːkeːʃ]; роден на 1 април 1952 г.) е етнически унгарски пастор и политик, роден в Румъния. Депутат в Европейския парламент (2007 – 2019). Заместник-председател на Европейския парламент (2010 – 2012).
Тьокеш е епископ на реформираната епархия на Киралихагомелек на Реформираната църква в Румъния и бивш почетен председател на Демократичния алианс на унгарците в Румъния. Той е ръководител на Унгарския национален съвет на Трансилвания, организация за трансилванските унгарци. Тьокеш е тясно свързан с Унгарската народна партия на Трансилвания .
С него се свързва началото на Румънската революция, която сваля Николае Чаушеску и слага края на комунизма в Румъния. Конкретно това[ неясно? ] е опитът Тьокеш да бъде преместен от поста му на помощник-пастор в Тимишоара и да бъде изгонен от църковното му жилище.
Той е член на Групата за съгласуване на европейските истории и е съ-предложител на резолюцията на Европейския парламент от 2 април 2009 г. относно европейската съвест и тоталитаризма.

## Като пастор дисидент
На 31 март 1989 г. Ласло Пап нарежда на Тьокеш да спре да проповядва в Тимишоара и да се премести в изолираната енория Минеу. Тьокеш се противопоставя на заповедта, а неговата конгрегация го подкрепя.
На 24 юли 1989 г. разследващото предаване на унгарската държавна телевизия „Панорама“ излъчва записано със скрита камера телевизионно интервю с Тьокеш. Два дни по-късно епископ Пап изпраща писмо на Тьокеш, обвинявайки го в клевета срещу държавата и лъжи в интервюто, и нарежда експулсирането му.
Епископът Пап започва граждански процес, за да го изгони от църковния му апартамент. Електричеството на Тьокеш е прекъснато и книгата му за дажби отнета, но енориашите му продължават да го подкрепят и да се грижат за него. Някои от тях са арестувани и бити. Най-малко един, Ерньо Уйвароси, е намерен мъртъв в гората край Тимишоара на 14 септември. а бащата на Тьокеш е арестуван за кратко.
В интервю през юли 1989 г. пред унгарската телевизия Тьокеш се оплаква, че румънците дори не познават своите човешки права. Тьокеш обяснява посланието и ефекта от това интервю в немско телевизионен предаване относно падането на Желязната завеса през 2008 г.
Съдът разпорежда изгонването на Тьокеш на 20 октомври. Той обжалва. На 2 ноември четирима мъже нахлуват в апартамента му въоръжени с ножове; Агентите на Секуритате просто наблюдават, докато той и приятелите му се борят с нападателите. Румънският посланик е извикан в унгарското външно министерство и са му споделени притесненията на унгарското правителство относно неговата безопасност. Жалбата му е отхвърлена и изгонването му е насрочено за петък, 15 декември.
Световни медии също започват да показват записаното със скрита камера телевизионно интервю като „Nightline“ на американския канал Ей Би Си.